# Mercedes Carrasco Herrera
Mercedes Carrasco Herrera (9 de noviembre de 1854) fue una poetisa mexicana de la ciudad de Toluca. Participó en varios movimientos culturales y del arte poético y escribió ensayos pedagógicos que se publicaron en el periódico La Ley. Entre 1894 y 1896 colaboró en el «Boletín pedagógico del Estado de México». 
Manifestó un gran interés por la expresión literaria y la importancia de enseñar a los niños el dominio del idioma. Como ejemplo de esto está el siguiente escrito publicado el 15 de diciembre de 1894 con el título Ejercicios de recitación en las escuelas primarias:

En la enseñanza del idioma no debe omitirse nunca un género especial de ejercicios por lo que los alumnos adquieren o cultivan muy estimables dotes: una locución fácil expedita y clara; un timbre de voz sonoro y agradable; un porte y ademanes dignos, y sobre todo, un gran caudal de vocablos, giros nuevos para expresar sus ideas, enriqueciendo su lenguaje, ejercitando su memoria y a la vez cultivando su gusto artístico.